# 柳林乡 (黄梅县)
柳林乡，是中华人民共和国湖北省黄冈市黄梅县下辖的一个乡镇级行政单位。

## 行政区划
柳林乡下辖以下地区：
老铺村、陈湖咀村、商子湾村、李牌楼村、杨山村、沙子头村、徐东山村、柳林村、望江山村、扯旗尖村、朱山村、南北山村、飞虎岭村、塔畈村、北山村和古月石村。